# ويلهلم أرندت
ويلهلم أرندت (بالألمانية: Wilhelm Arndt)‏ (و. 1838 – 1895 م) هو مختص في الدراسات القروسطية ‏، ومؤرخ، وأستاذ جامعي ألماني، ولد في بوزنانيا، توفي في لايبزيغ، عن عمر يناهز 57 عاماً.

## التعليم
تعلم في جامعة غوتينغن.